# Histoire du Botafogo de Futebol e Regatas
Le Botafogo de Futebol e Regatas est un club sportif brésilien, issu de la fusion en 1942 du Club de Regatas Botafogo, fondé en 1894, et du Botafogo Football Club, fondé en 1904.
Le Botafogo Football Club participe au premier championnat de l'État de Rio de Janeiro. Il prospère rapidement après sa fondation et connaît ses premiers succès en football au début du XXe siècle. Le club connaît son heure de gloire dans le football dans les années 1930 avec notamment le « tetracampeonato » (quatre titres consécutifs) en 1932, 1933, 1934 et 1935. Il compte alors dans ses rangs de nombreux internationaux comme Carvalho Leite et Leônidas da Silva.
Le Club de Regatas Botafogo connaît également quelques succès en aviron, avec notamment un titre national en 1902. 
Avec la fusion en 1942, le club prend le nom de Botafogo de Futebol e Regatas. Après des débuts difficiles, le nouveau club connaît un deuxième âge d'or dans les années 1960 avec de nombreux titres, comme la Taça Brasil de 1968, précurseur du championnat national de football. Il entretient alors une rivalité avec Santos FC de Pelé et redevient l'un des principaux viviers d'internationaux pour la sélection brésilienne avec des stars comme Garrincha, Nílton Santos ou Jairzinho qui seront champions du monde lors de leur passage au club. Privé de titres entre 1968 et 1989, le Botafogo renoue avec le succès à la fin des années 1980, remportant ensuite la coupe Conmebol en 1993 et son unique titre de champion du Brésil en 1995, avec son buteur vedette de l'époque, Túlio Maravilha. Relégué en 2e division en 2003, le club alvinegro (« blanc et noir » en français) remonte immédiatement et tente depuis de retrouver son éclat d'antan.
Il possède notamment aujourd'hui à son palmarès un titre de Champion du Brésil, dix-huit Championnats de Rio de Janeiro et une Copa Conmebol. Il détient le record du nombre d'internationaux avec 97 joueurs convoqués sous le maillot national, dont 46 pour la coupe du monde de football.

## Club de Regatas Botafogo

### Grupo de Regatas Botafogo
En 1891, le Grupo de Regatas Botafogo (« groupe de régates Botafogo » en français) est fondé sous l'impulsion de Luiz Caldas. Le club d'aviron prend ce nom en référence à la baie du quartier de Botafogo où se déroulent ses compétitions. Cette association compte au départ des membres du venus du Clube Guanabarense, créé en 1874.
Les membres du club João Carlos de Melo (John) et Frederico Lorena (Fritz) sont respectivement les fils de deux leaders révolutionnaires de la révolte de l'Armada, l'amiral Custódio de Melo et le commandant Guilherme Frederico de Lorena. Les liens de ces membres avec le groupe éveille les soupçons du gouvernement de l'époque envers le club, qui doit interrompre ses activités. En conséquence, John et Fritz quittent la ville de Rio de Janeiro et Luiz Caldas est emprisonné. 
Peu de temps après, fin juin 1894, Luiz Caldas décède. Les membres du Grupo de Regatas Botafogo se réunissent alors et décident de régulariser la situation du club en créant, le 1er juillet 1894, le Club de Regatas Botafogo. 

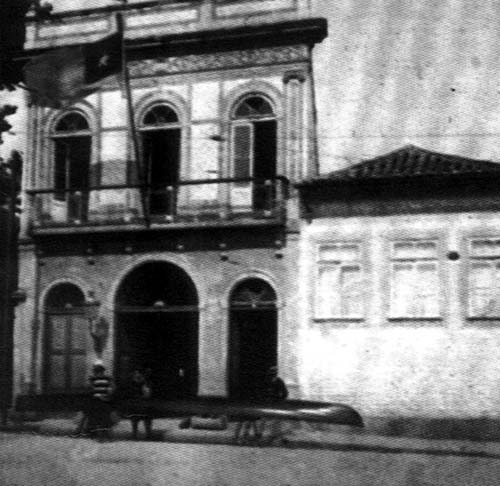
Premier siège du CR Botafogo

### Création du club
Le premier siège du club est une grande maison, aujourd'hui démolie, au sud de la plage de Botafogo, adossée au morro do Pasmado, où s'arrête actuellement l'avenue Pasteur. Les fondateurs du Club de Regatas Botafogo sont Alberto Lisboa da Cunha, Arnaldo Pereira Braga, Arthur Galvão, Augusto Martins, Carlos de Souza Freire, Eduardo Fonseca, Frederico Lorena, Henrique Jacutinga, João Penaforte, José Maria Dias Braga, Julio Kreisler, Julio Ribas Junior, Luiz Fonseca Quintanilha Jordão, Oscar Lisboa da Cunha et Paulo Ernesto de Azevedo. 
L'embarcation du botafoguense Diva devient une légende dans la baie de Guanabara, après avoir gagné les vingt-deux régates qu'il a disputées et devenant champion de Rio de Janeiro en 1899. Malgré sa tradition d'excellence en aviron, cet exploit constitue le seul titre du Club de Regatas Botafogo dans ce sport, les autres sont intervenus après la fusion.
Le Club de Regatas Botafogo est le premier club carioca à gagner un titre national dans un sport : en octobre 1902, il remporte le championnat national d'aviron, disputé à Rio, avec la victoire d'Antônio Mendes de Oliveira Castro, qui devient quelques années plus tard président du club.
Lors de la première régate du tout récent Clube de Regatas do Flamengo, les rameurs de ce dernier heurtent une bouée de signalisation et chavirent. Ils sont secourus par une équipe du Botafogo, qui les remorque jusqu'à la ligne d'arrivée.
Une des curiosités dans l'histoire du club est que ses membres pratiquent le football le 25 octobre 1903 avant la fondation du Botafogo Football Club. Les rameurs botafoguenses se réunissent avec leurs collègues du Flamengo pour une rencontre amicale. L'équipe du Botafogo, formée de W. Schuback, C. Freire et Oscar Cox ; A. Shorts, M. Rocha et R. Rocha ; G. Masset, F. Frias Júnior, Horácio Costa Santos, N. Hime et H. Chaves Júnior, écrase le Flamengo par 5 buts à 1, sur le terrain du Paissandu. Certains joueurs du Botafogo font partie de l'équipe de football du récent Fluminense Football Club.

## Botafogo Football Club

### Fondation

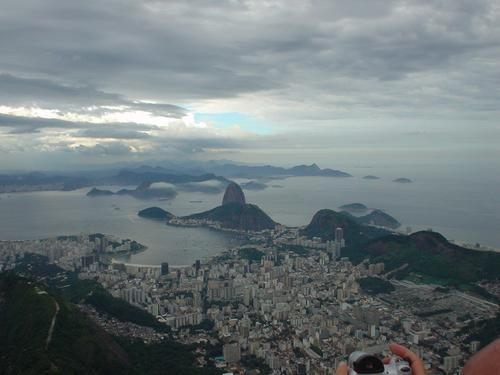
Vue aérienne du quartier de Botafogo à l'heure actuelle.

Le quartier de Botafogo est le lieu où est fondé le club de football, Electro Club, premier nom du Botafogo Football Club. L'idée part de Flávio Ramos et Emmanuel Sodré qui étudient ensemble au collège Alfredo Gomes. Pendant une heure de cours rébarbative d'algèbre, donnée par le général Júlio Noronha, Flávio passa un billet à Emmanuel disant : « Le quartier d'Itamar possède un club de football dans la rue Martins Ferreira. Si nous en fondions un autre à Largo dos Leões ? Parlons-en à Werneck, Arthur César, Vicente et Jacques ». 
Emmanuel attend la fin du cours pour exprimer son enthousiasme. Les adolescents, qui habitent le quartier de Botafogo, non loin de Largo dos Leões, convainquent bientôt d'autres amis qu'il n'existe pas de meilleure option pour remplir leurs journées, en ce début de XXe siècle à Rio de Janeiro, à une époque où les distractions sont rares pour les adolescents. Un vendredi soir, le 12 août 1904, Flávio, Emmanuel et quelques amis, tous âgés de 14 à 15 ans, se réunissent dans une grande maison, à l'angle de la rue Humaitá et du Largo dos Leões, pour officialiser la fondation du club.
Electro Club fut le premier nom du Botafogo. Les adolescents ont en effet trouvé un carnet de souches d'un ancien club de randonnée portant ce nom et décident de l'adopter.
La tenue rayée verticalement noir et blanc est également adoptée à l'unanimité, d'après l'idée d'Itamar Tavares, qui avait étudié en Italie, où il supportait le club de la Juventus, créé en 1897. Le premier bureau de l'Electro, qui ne possède pas d'acte de fondation, est composé de Flávio da Silva Ramos (président), Octávio Cordeiro da Rocha Werneck (vice-président), Jacques Raimundo Ferreira da Silva (secrétaire) et Álvaro Cordeiro da Rocha Werneck (trésorier). Flávio et Emmanuel, ne voulant pas voir le club subir la destinée de tant d'autres, qui disparaissent sans laisser de traces, cherchent rapidement des personnes plus âgées et plus expérimentées pour le gérer, comme Alfredo Guedes de Mello et Alfredo Chaves. 
Le club ne garde le nom d'Electro Club que jusqu'au 18 septembre. Ce jour-là, lors d'une nouvelle réunion à la maison de Dona Chiquitota, la grand-mère de Flávio, cette dernière s'effraye du nom du club : « Finalement, quel est le nom du club ? », demanda-t-elle « Electro », répondit Flávio, qui suivit alors le conseil de sa grand-mère :

« Mon Dieu. Quel manque d'imagination ! Écoutez, habitant où vous habitez, le club ne peut s'appeler que Botafogo
« Meu Deus. Que falta de imaginação! Ora, morando onde vocês moram, o clube só pode se chamar Botafogo. » »

— Francisca Teixeira de Oliveira, Dona Chiquitota.
Ce qui est fait. Le club change de nom pour s'appeler Botafogo Football Club. Ce même jour, une nouvelle direction prend ses fonctions, composée d'Alfredo Guedes de Mello (président), Itamar Tavares (vice-président), Mário Figueiredo (secrétaire) et Alfredo Chaves (trésorier). Les premiers entraînements ont lieu au Largo dos Leões, dont les palmiers servent de bornes. Ainsi naquit le Botafogo Football Club, avec pour fondateurs Álvaro Cordeiro da Rocha Werneck, Arthur César de Andrade, Augusto Paranhos Fontenelle, Basílio Vianna Junior, Carlos Bastos Neto, Emmanuel de Almeida Sodré, Eurico Parga Viveiros de Castro, Flávio da Silva Ramos, Jacques Raimundo Ferreira da Silva, Lourival Costa, Octávio Cordeiro da Rocha Werneck et Vicente Licínio Cardoso.
Le premier match amical a lieu le 2 octobre 1904, contre le Football and Athletic Club, à Tijuca et se termine par une défaite de 3 à 0. L'équipe présente un schéma en 2-3-5 et est composée de Flávio Ramos ; Victor Faria et João Leal ; Basílio Vianna, Octávio Werneck et Adhemaro de Lamare ; Normann Hime, Ithamar Tavares, Álvaro Soares, Ricardo Rego et Carlos Bittencourt. Leur première victoire advient pour le match suivant, le 21 mai 1905, contre le Petropolitano Foot-Ball Club, par 1 à 0, but de Flávio Ramos.
Cette même année, le Carioca Futebol Clube est créé dans le quartier de Botafogo. Ce club a pour objectif d'enseigner les bases du football aux enfants. C'est la première école de sport du Brésil. Elle est dissoute en 1908 et absorbée par le Botafogo Football Club, qui recherche les joueurs du Carioca pour fonder sa propre équipe de jeunes.

### «O Glorioso»

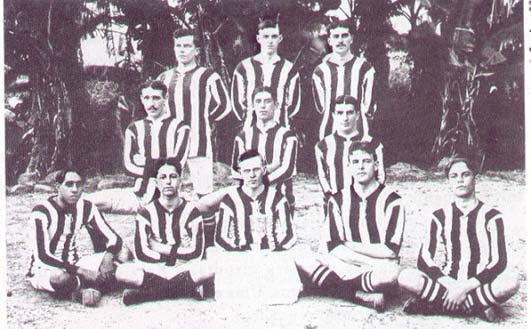
L'équipe du Botafogo en 1906.

En 1906, le Botafogo gagne son premier titre, la coupe Caxambu (Taça Caxambu en portugais), premier tournoi de football à Rio de Janeiro, alors disputé entre équipes réserves. L'équipe participe également au premier championnat de l'État de Rio de Janeiro et termine à la quatrième place. La première victoire de l'équipe dans le championnat, par 1 à 0 contre le Bangu Atlético Clube, a lieu le 27 mai.

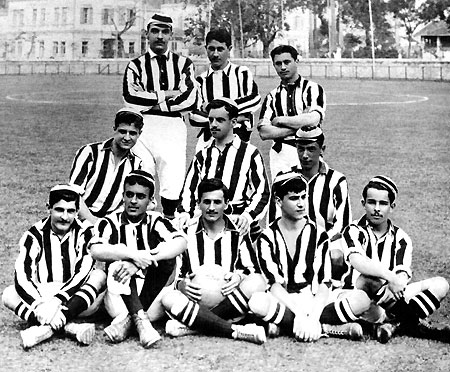
L'équipe du Botafogo en 1907.

L'année suivante, en 1907, l'équipe termine à égalité de points avec le Fluminense, entraînant une polémique qui ne sera résolue que 90 ans plus tard. Le Botafogo devait affronter l'Internacional, lanterne rouge du championnat, lors de la dernière journée. Cependant, l'Internacional, qui n'avait pas non plus affronté le Fluminense, ne se présente pas pour le match. Le Botafogo gagne par forfait, mais n'inscrit aucun but, pendant que le Fluminense bat le Paissandu par 2 à 0 rejoignant au classement les « blanc et noir » de Botafogo. Avec une meilleure différence de but, le Fluminense revendique le titre. S'estimant lésé par le fait de ne pas avoir eu l'occasion de marquer lors de la dernière journée, le Botafogo demande à jouer un match supplémentaire, ce qui lui est refusé. Le règlement de la compétition ne précise aucun autre critère que le nombre de points pour départager les équipes. Les clubs ne trouvent aucun accord sur la manière d'attribuer le titre. La ligue ne trouve pas non plus de solution et se résout à annuler le championnat, qui reste sans vainqueur jusqu'en 1996, quand Eduardo Viana, président de la fédération de football de l'État de Rio de Janeiro, décide de partager le titre de 1907 entre les deux clubs.

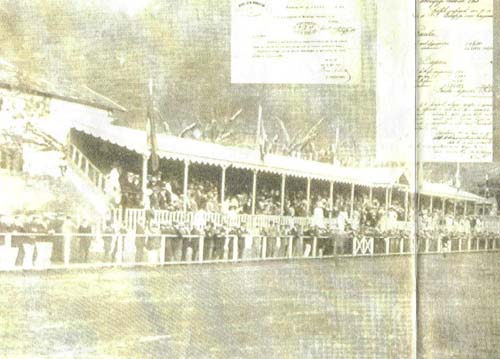
Ancien stade de la Rua Voluntários da Pátria.

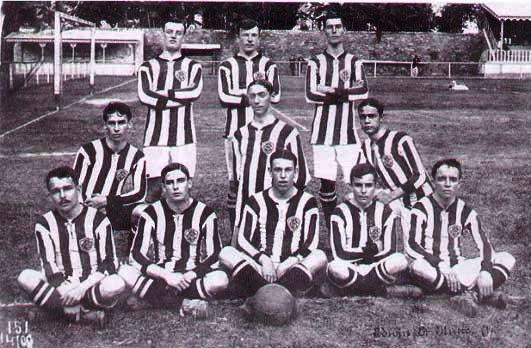
L'équipe du Botafogo en 1910.

En 1910, le club est sacré pour la première fois champion de l'État de Rio de Janeiro. Lors de sa victoire dans le championnat, l'équipe réalise une campagne où elle remporte sept larges victoires contre ses adversaires, ce qui lui vaut le surnom de O Glorioso (« le Glorieux » en français). Les « blanc et noir » marquent plus de 66 buts en 10 matches. L'année précédente, le Botafogo avait déjà infligé un 24 à 0 au Sport Club Mangueira (le plus grand écart dans un match officiel de football au Brésil jusqu'à aujourd'hui). On notera également les victoires par 15 à 1 contre le Riachuelo, 13 à 0 et 11 à 0 contre le Haddock Lobo ou 9 à 0 contre l'Internacional, entre autres.
En 1911, le Botafogo se retire de la ligue métropolitaine de sport (Liga Metropolitana de Sports Athleticos) après une confusion lors d'un match contre l'América. L'incident arrive lorsqu'un joueur de l'América, Gabriel de Carvalho, fait une faute violente sur Flávio Ramos, qui lui rend la pareille, déclenchant une bagarre générale. Mécontente des sanctions infligées à ses joueurs impliqués dans l'incident (Adhemaro et Abelardo de Lamare sont respectivement punis de six et douze mois de suspension), la direction du club sollicite son retrait de la ligue et ne dispute alors plus que des matches amicaux contre des équipes de São Paulo. À la fin de cette même année, le Botafogo perd son siège de la rue Voluntários da Pátria, où il jouait ses matches. Il dispute alors le championnat de 1912, organisé par l'association de football de Rio de Janeiro (Associação de Football do Rio de Janeiro), sur un petit terrain de la rue São Clemente. Le club remporte cette compétition.

En 1913, le Botafogo rejoint à nouveau la ligue métropolitaine, et, en 1915, participe à nouveau au championnat carioca officiel, avec un nouveau terrain, rue General Severiano, concédé par la mairie en 1912.

### Retrait des «blanc et noir»

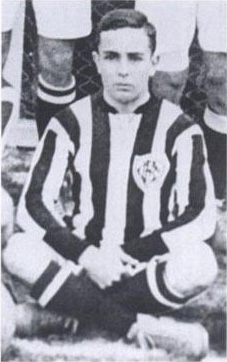
Mimi Sodré joueur du Botafogo.

La période courant de 1912 à 1930 peut être considérée comme la première période sans titre du Botafogo. Le club ne gagne que deux championnats de Rio des équipes réserves, en 1915 et 1922. Botafogo est simplement vice-champion à quatre reprises (1913, 1914, 1916 et 1918) et fournit plusieurs meilleurs buteurs du championnat jusqu'en 1920, parmi lesquels Mimi Sodré, Aluízio Pinto Vieira de Mello, Luiz Maia de Bittencourt Menezes et Arlindo Correia Pacheco.
À cette époque, le Botafogo contribue à la naissance d'un terme aujourd'hui commun dans le sport brésilien : cartola, désignant les dirigeants sportifs. En 1917, les dirigeants du Botafogo se présentent vêtus de costumes et de haut-de-forme (cartola en portugais) pour la réception de l'équipe uruguayenne du Dublin FC. L'intention est d'imiter les hommes politiques de l'époque, mais ce fait finit par donner le surnom, adopté par la presse, de cartola aux dirigeants sportifs.

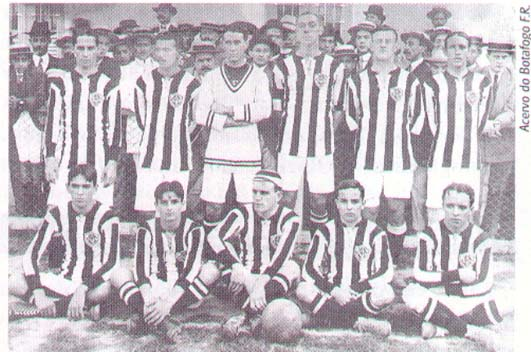
L'équipe du Botafogo en 1913.

Avant de redevenir une équipe de premier plan au début des années 1930, le Botafogo n'obtient comme meilleur résultat qu'une troisième place en championnat en 1928. Pour le reste, ils n'obtiennent que des quatrièmes places, ou pire encore. En 1923, l'équipe qui a terminé en dernière position (huitième) n'évite que de peu la relégation, par une victoire par 3 buts à 1 en barrage contre Vila Isabel. 
L'équipe connaît à cette époque de nombreux problèmes en interne. L'attaquant Nilo, future étoile de l'équipe des années 1930, s'en va d'ailleurs vers le Fluminense à cause de problèmes avec la direction. Il revient au club en 1927 et termine meilleur buteur du championnat cette année-là.

### Génération de 1930, cinq titres de champion

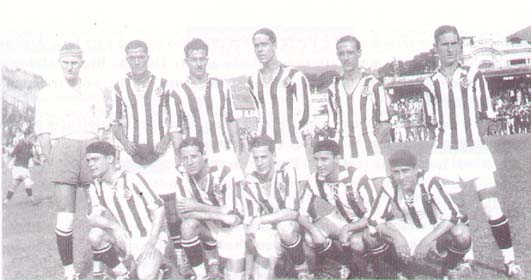
L'équipe du Botafogo en 1930.

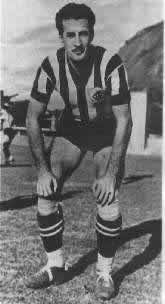
Carvalho Leite sur le terrain.

Dans les années 1930, mené par les attaquants Nilo et Carvalho Leite, fers de lance d'une équipe pleine de joueurs talentueux, le Botafogo Football Club gagne le championnat de Rio de Janeiro de 1930 puis les quatre titres consécutifs de 1932, 1933, 1934 et 1935, ce qui constitue au Brésil un « Tetracampeonato ». En 1931, des problèmes internes impliquant joueurs et dirigeants perturbent l'équipe. À cette époque, neuf joueurs du Botafogo sont convoqués pour la coupe du monde de 1934 en Italie: Carvalho Leite, Waldyr, Áttila, Canalli, Ariel, Martim Silveira, Octacílio et les gardiens Germano et Pedrosa. Pendant les cinq campagnes victorieuses, le club dispute 113 matches pour 75 victoires, 22 matches nuls et 16 défaites. Il marque 320 buts (dont 79 par Carvalho Leite) et en encaisse 176. Leônidas da Silva, la future star du Flamengo, joue pour les « noir et blanc » lors de la victoire de 1935 et débute également la saison de 1936, mais il ne tarde pas à rejoindre le rival « rouge et noir » de Flamengo. La même année, le club réalise sa première tournée à l'étranger, au Mexique et aux États-Unis, où il remporte six victoires en neuf matches.
En 1938 le Botafogo Football Club rénove son stade de General Severiano avec de nouvelles tribunes en béton. En championnat et dans le tournoi municipal, le club se classe troisième. Durant la compétition, il voit cinq de ses joueurs s'envoler pour la coupe du monde de 1938 en France. L'année suivante, un nouveau joueur d'exception fait son apparition au club, Heleno de Freitas, qui remplace l'idole de l'époque, Carvalho Leite. Pendant les huit années suivantes, Heleno est la principale star du club et la première du nouveau club du Botafogo de Futebol e Regatas.

## Botafogo de Futebol e Regatas

### Fusion
Le Botafogo de Futebol e Regatas nait officiellement le 8 décembre 1942, résultat de la fusion de deux clubs : le Club de Regatas Botafogo et le Botafogo Football Club. Ces deux clubs ont leurs sièges dans le quartier de Botafogo, dans la zone sud de Rio de Janeiro. La fusion est en projet depuis 1931, mais pendant de nombreuses années elle est combattue par des personnes des deux clubs, comme Antônio Mendes de Oliveira Castro et João Saldanha, qui assurent que le Regatas est « infiltré » par des supporters du Fluminense Football Club, qui est, parmi les cinq grands clubs de la ville (l'autre étant l'América), l'un des deux seuls à ne pas posséder de section d'aviron.
L'union est accélérée par une tragédie : le 11 juin 1942, les deux clubs, qui ont des activités dans d'autres sports, disputent une partie de basket pour le championnat de Rio de Janeiro. La partie est disputée à Mourisco Mar, siège du Club de Regatas Botafogo. Ce jour-là, le joueur Armando Albano, du Football Club, arrive en retard et rejoint la partie en cours de match. À la mi-temps, Armando Albano se baisse pour récupérer un ballon et s'effondre, terrassé. Les médecins le prennent immédiatement en charge mais ne peuvent rien faire, le joueur a fait un infarctus. Une fois confirmée la mort du joueur, la partie est interrompue, alors qu'il reste 10 minutes à jouer, avec un score de 21 à 23, en faveur du Football Club. 
Lors de l'enterrement, le corps d'Albano sort du siège de General Severiano et marque une pause lorsqu'il passe face à Mourisco Mar. Les président des deux clubs prononcent un discours: 

« E comunico nesta hora a Albano que a sua última partida resultou numa nítida vitória. O tempo que resta do jogo interrompido, os nossos jogadores não disputarão mais. Todos nós queremos que o jovem lutador desaparecido parta para a grande noite como um vitorioso. E é assim que o saudamos.
« Et j'informe aujourd'hui Albana que son dernier match entraîna une victoire claire. Le temps restant à jouer, nos joueurs ne le disputeront plus. Nous voulons tous que le jeune compétiteur parte en vainqueur pour la grande nuit. C'est ainsi nous lui rendons hommage. » »

— Augusto Frederico Schmidt, président du Club de Regatas Botafogo.

« Nas disputas entre os nossos clubes só pode haver um vencedor: o Botafogo!
« Des compétitions entre nos deux clubs, il ne peut y avoir qu'un vainqueur, le Botafogo. » »

— Eduardo Góes Trindade, presidente do Botafogo Football Club.

« O que mais é preciso para que os nossos dois clubes sejam um só?
« Que faut-il de plus pour que nos clubs ne fassent plus qu'un ? » »

— Augusto Frederico Schmidt, réglant ainsi la fusion.
À partir de cette date, commence le processus menant à la fusion des deux clubs, qui donne naissance au Botafogo de Futebol e Regatas. Avec la fusion, quelques modifications ont lieu : le drapeau perd son blason avec les lettres entrelacées du B.F.C. pour gagner un rectangle noir et l'« étoile solitaire » (Estrela Solitária) blanche du Club de Regatas, en partie supérieure. Le blason incorpore également l'étoile solitaire blanche sur fond noir cerclé de blanc, en lieu et place des lettres entrelacées. L'équipe de football adopte également à cette date l'usage d'un short noir.

### Retour à la victoire
Fondé en 1942, le Botafogo actuel, malgré les stars qui portent son maillot dans les premières années, comme Gérson dos Santos, Zezé Procópio, Sarno, Tovar et Heleno de Freitas, ne reconquiert le titre de champion de l'État de Rio qu'en 1948. Curieusement, c'est cette même année qu'Heleno, meilleur buteur de l'histoire du club à l'époque, est vendu au club argentin de Boca Juniors.
Après quatre places de vice-champion consécutives en 1944, 1945, 1946 et 1947, le club conquiert son premier titre sous son nouveau nom en 1948. Durant ce championnat, le club utilise pour la première fois des numéros sur les maillots des joueurs. Pour son entrée dans la compétition, le Botafogo essuie une sévère défaite par 4 à 0 contre São Cristóvão. À la fin du match, le président, Carlito Rocha, affirme que l'équipe ne perdra plus et terminera championne. Le club vient de finaliser l'arrivée de l'ex-milieu de terrain, Zezé Moreira en tant qu'entraîneur pour tenter de mettre fin à une série de 12 ans sans titre. Guidée par les buts d'Octávio de Moraes et de Sylvio Pirillo, par la foi et la superstition de Carlito Rocha et par Biriba, leur nouvelle mascotte (un petit chien noir et blanc), l'équipe obtient 17 victoires pour deux nuls lors des 19 derniers matches et gagne le titre de champion en battant en finale l'équipe du Vasco, surnommé l'« express de la victoire » (expresso da vitória en portugais). Le match décisif a lieu à General Severiano, le 12 décembre 1948, que le Botafogo remporte par 3 à 1. L'équipe du Botafogo était composée d'Osvaldo Baliza, Gérson dos Santos et Nílton Santos; Rubinho, Ávila et Juvenal; Paraguaio, Geninho, Pirillo, Octávio et Braguinha. C'est le premier titre de Nílton Santos, qui va devenir une légende du football au Brésil.
En 1951, les « noir et blanc » gagnent pour la première fois le tournoi municipal de Rio de Janeiro, lors de la dernière édition de la compétition.

### Années d'or

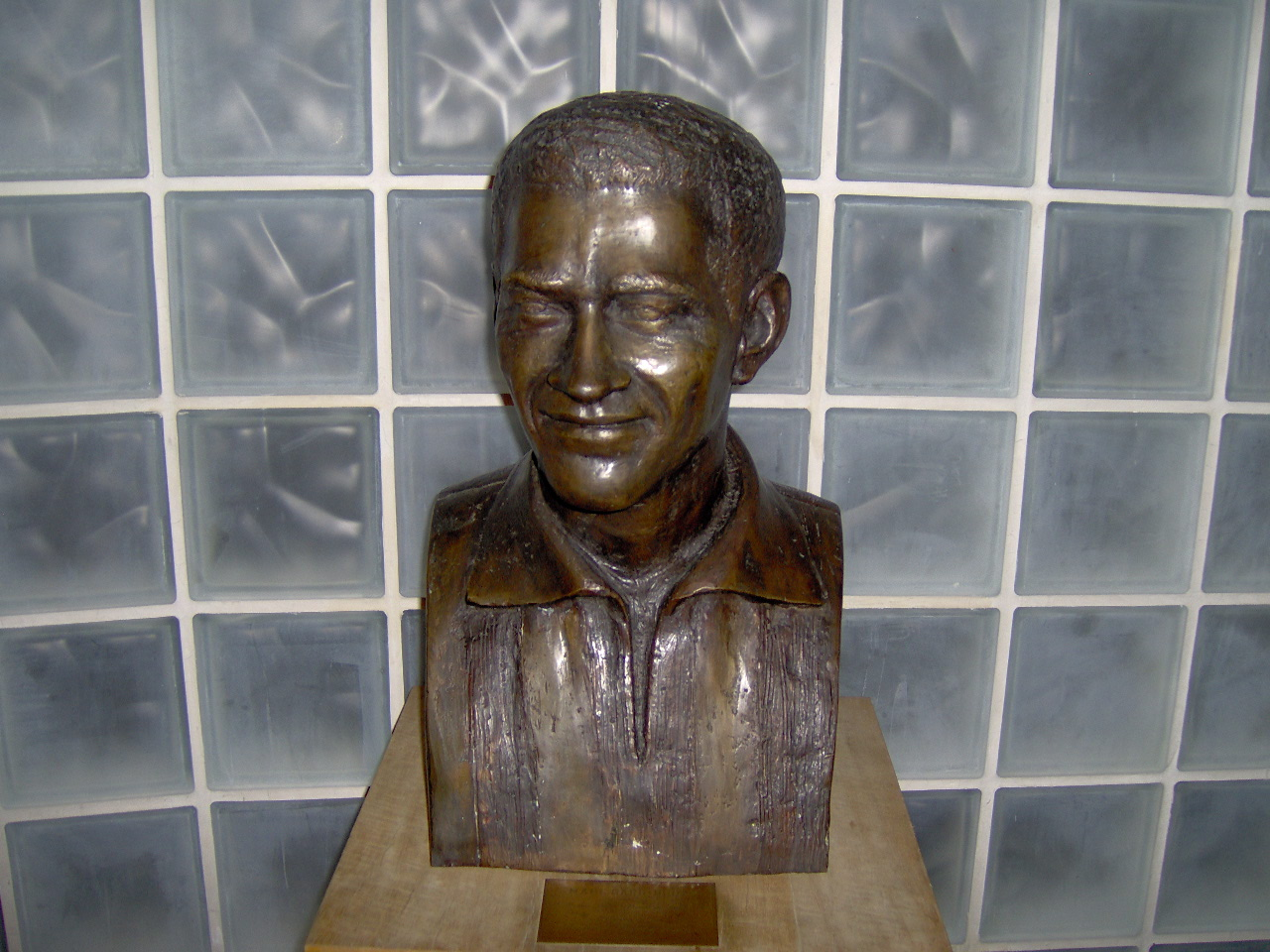
Buste de Garrincha, statue au siège du club.

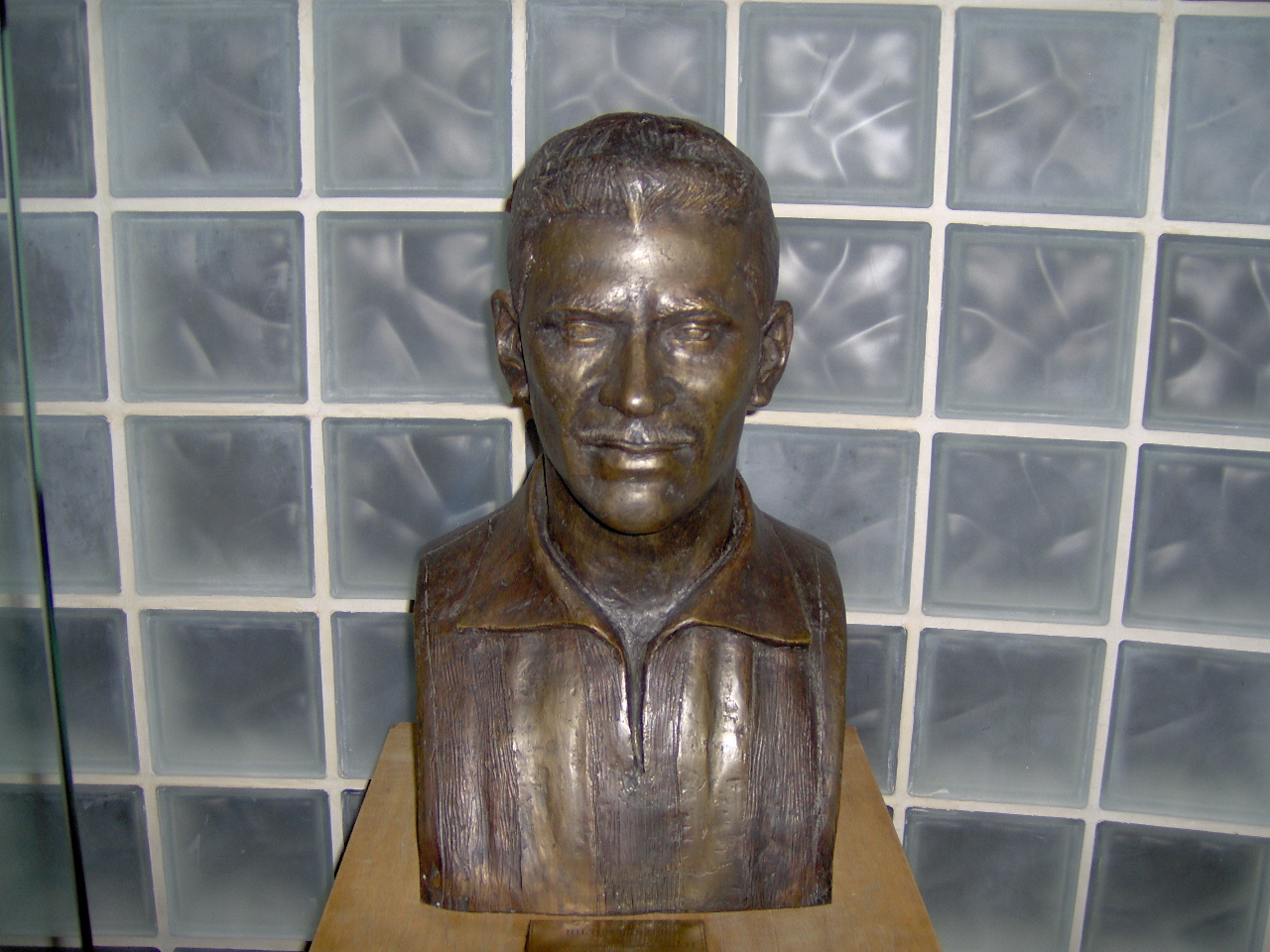
Buste de Nílton Santos, statue au siège du club.

Dans les années 1950 et 1960, le Botafogo vit l'une de ses périodes les plus glorieuses, avec dans son équipe des surdoués comme Garrincha et Nílton Santos (considérés comme les meilleurs à leurs postes dans l'histoire du football), ou encore Didi, Zagallo, Amarildo, Quarentinha et Manga, entre autres. L'équipe se fait également remarquer par ses nombreuses tournées à l'étranger, disputant compétitions non officielles et matches amicaux, principalement en Amérique et en Europe.
En 1957, le Botafogo remporte le championnat de Rio en battant en finale le Fluminense par 6 à 2, dont 5 buts de Paulinho Valentim, pour le plus grand écart de l'histoire des finales du championnat. L'année suivante, en 1958, il laisse partir pour la sélection brésilienne, future championne du monde, ses principaux joueurs, Garrincha, Nílton Santos et Didi. L'équipe connaît de nouveaux succès dans les championnats de Rio de 1961 et 1962, ainsi que dans le tournoi Rio-São Paulo de cette même année 1962. Toujours en 1962, lors de la coupe de monde de 1962 au Chili, l'équipe à l'« étoile solitaire » comporte 5 titulaires dans la sélection brésilienne qui va conquérir sa deuxième couronne mondiale : Garrincha, Nílton Santos, Didi, qui rejoindra le Real Madrid après la compétition, Zagallo et Amarildo. 
En 1963, le club rencontre Santos, son principal rival au niveau national à l'époque, en finale de la Taça Brasil de 1962 qui ne se joue qu'en 1963. Défait lors du match aller à Pacaembu par 4 à 3, le Botafogo gagne le retour au Maracanã par 3 buts à 1. Un match d'appui est nécessaire pour départager les deux équipes. L'équipe pauliste, emmenée par un Pelé des grands soirs, remporte la belle par 5 à 0, au Maracanã. Les deux équipes disputent la Copa Libertadores de 1963. Santos, en tant que vainqueur de la dernière édition, entre en lice au stade des demi-finales, pour une rencontre contre le Botafogo, alors invaincu dans la compétition (c'est alors la première fois qu'une équipe atteint ce stade sans compter une seule défaite). Les « noir et blanc » de Rio de Janeiro sont cependant éliminés. L'équipe connaît sa revanche lors du tournoi Rio-São Paulo de 1964. Le Botafogo remporte le premier match par 3 buts à 2 au Maracanã. Cependant, le deuxième match n'est jamais disputé, les deux équipes étant en tournée, et le titre est partagé entre les deux équipes.
Le Botafogo remporte, pour la troisième fois, le tournoi Rio-São Paulo en 1966, mais le titre est une nouvelle fois partagé. À cause des entraînements de la coupe du monde de 1966 qui regroupent plus quarante joueurs, les clubs qui doivent disputer le tournoi quadrangulaire final, Botafogo, Santos, Vasco et Corinthians, sont tous les quatre déclarés champions.
En 1967 et 1968, les « noirs et blancs » réalisent le doublé de la Taça Guanabara, qui est alors un tournoi indépendant et du championnat de Rio, en plus d'être le premier club carioca à gagner un titre national en remportant la Taça Brasil de 1968. Dans cette équipe se trouvent des stars comme Jairzinho, Gérson, Paulo César Caju, Rogério, Roberto Miranda, le défenseur Leônidas et Carlos Roberto. L'année suivante, le club boycotte la Copa Libertadores pour protester contre la violence exercée par les autres équipes. D'autres clubs brésiliens sont solidaires du Botafogo et ne participent pas non plus au tournoi cette année-là.

### Années de disette
Entre 1968 et 1989, le Botafogo ne conquiert aucun titre officiel. Depuis la Taça Brasil de 1968 (dont la finale a été disputée en 1969), le club ne profite pas des opportunités qu'il a de gagner des titres. Durant cette période, le club à l'« étoile solitaire » ne fait que collectionner les places d'honneur dans les championnats carioca.
La finale du championnat de l'État de Rio de 1971 est marquante négativement pour le club. Le Botafogo, qui n'a besoin que d'un match nul, perd par 1 à 0 contre le Fluminense, sur un but litigieux, marqué à la 42e minute de la deuxième mi-temps et validé par l'arbitre José Marçal Filho. Cette même année, le Botafogo se qualifie pour la finale à trois du premier championnat du Brésil organisé par la fédération brésilienne de football, mais ne termine qu'à la 3e place. À cette occasion, l'équipe perd par 4 buts à 1 contre São Paulo au Morumbi et contre le futur champion, l'Atlético Mineiro, au Maracanã, par 1 but à 0, lors de deux matches marqués par l'expulsion de nombreux joueurs botafoguenses. 
En 1972, même après avoir marqué plus de points que le futur champion, le Botafogo perd la finale du championnat contre Palmeiras après un match nul, 0 à 0. Lors de cette saison, l'équipe inflige un 6 à 0 à son rival du Flamengo le jour de son anniversaire, le 15 novembre. En 1973, en Copa Libertadores, il finit en tête de son groupe de première phase, à égalité avec Palmeiras. Vainqueur du match d'appui par 2 buts à 1 contre l'équipe pauliste, le Botafogo se qualifie pour l'un des groupes de demi-finale. Il est cependant éliminé par les paraguayens de Cerro Porteño et les Chiliens de Colo Colo.
Au fil des années suivantes, la qualité de l'effectif se détériore petit à petit. Le Botafogo n'est plus la pépinière de talents qu'il était auparavant. Certains joueurs se font cependant remarquer sous le maillot du club, parmi lesquels, Marinho Chagas, Wendell, Dirceu, Mendonça, Nílson Dias, Fischer, Gil, Rodrigues Neto, Paulo Sérgio, Dé, Alemão, Josimar, entre autres. Une partie de ces joueurs ne jouera jamais ensemble mais ils sont pour certains les idoles du club dans l'une de ses périodes les moins glorieuses. Les principales victoires de cette époques sont le second tour du championnat de l'État de Rio en 1975 et 1976 (Taça Augusto Pereira da Mota en 1975 et Taça José Vander Rodrigues Mendes en 1976).
Le Botafogo connaît peu après une grave crise financière et, en 1977, il doit céder son siège de General Severiano pour payer ses dettes. Le club n'a alors même plus de terrain d'entraînement. Le 12 août 1977, quand le club de football de Botafogo fête ses 73 ans, ses activités sont transférées vers la banlieue de la ville, dans le quartier de Marechal Hermes, où est construit un nouveau stade, inauguré l'année suivante. Cependant, à cette époque, le Botafogo, alors surnommé time de camburão (« équipe du panier à salade » en français) à cause de l'attitude rebelle en dehors du terrain de certains de ses joueurs, établit deux records dans l'histoire du football brésilien : celui de la plus longue série d'invincibilité avec 52 matches sans défaite, toutes compétitions confondues, sur 10 mois (entre 1977 et 1978) et celui de la plus longue série d'invincibilité en championnat du Brésil, avec 42 matches. Durant ces deux années, le club alvinegro finit respectivement en 5e et 8e position en championnat. Malheureusement, l'année suivante, le Botafogo connaît son pire classement de l'histoire du championnat, avec une 53e place, dans un championnat disputé par 94 clubs avec une formule entraînant l'élimination précoce de certains clubs (le Botafogo ne disputera que 7 matches cette saison-là).
En 1981, le club retrouve le devant de la scène et termine en 4e position du championnat du Brésil, éliminé en demi-finale par São Paulo. Lors du premier matche, au Maracanã, l'équipe carioca gagn par 1 à 0, mais, lors du deuxième matche, au Morumbi, le Botafogo après avoir mené 2 à 0, perd finalement par 3 à 2, laissant au club paulista la place en finale.
Jusqu'en 1989, les meilleurs résultats obtenus par le Botafogo sont quatre tournois amicaux d'été, gagné à l'étranger, comme celui de Palma de Majorque, en Espagne en 1988. Le championnat de l'État de Rio de 1989 marque le retour au premier plan du club dans les années 1990. Le 21 juin 1989, le Botafogo gagne le titre de champion de l'État, invaincu dans la compétition, après avoir battu en finale le Flamengo de Zico, Bebeto et Leonardo. Le match aller se termine sur un score nul, 0 à 0, et le Botafogo gagne le match retour sur le score de 1 à 0, but de Maurício. 
Ce match est marqué par de nombreuses coïncidences : le Botafogo n'avait plus gagné le titre de champion depuis 21 ans, le match est disputé un 21 juin, le but est marqué à la 12e minute de la seconde mi-temps (21 à l'envers). L'équipe utilise 12 joueurs durant le match. Sur l'action du but, la passe est réalisée par Mazolinha, après 21 passes de l'équipe avant d'être frappée par Maurício. Les numéros de leurs maillots sont respectivement 7 et 14, dont la somme fait 21. La température ce jour-là est de 21 °C selon l'affichage officiel du stade. Pour les plus superstitieux, la marque du chiffre 21 est partout, marquant le début d'une nouvelle époque de victoires pour une équipe en perte de vitesse depuis de nombreuses années.

### Années 1990 et «tuliomania»
En 1990, le club « blanc et noir » gagne à nouveau le championnat carioca, lors d'une finale polémique face au Vasco, réalisant le doublé pour la troisième fois de son histoire.
Le club atteint à nouveau la finale du championnat du Brésil en 1992, vingt ans après sa dernière finale, contre son rival du Flamengo, lors d'une finale en deux matches, disputés au Maracanã. La veille du premier match est marquée par une polémique : la star de l'équipe, Renato Gaúcho, fait un pari avec les joueurs de l'équipe adverse, leur offrant un barbecue en cas de défaite du Botafogo. Le Botafogo perd par 3 buts à 0 et Renato tient son pari. Ce fait est mal accueilli par la direction du Botafogo et le joueur est privé du deuxième match de la finale, qui se termine sur le score de 2 buts partout. Sa place de vice-champion vaut au club une place en Copa CONMEBOL pour l'année suivante. Malheureusement, une tragédie endeuille cette finale avant le début du deuxième matche. Une tribune du stade cède et entraîne dans sa chute des dizaines de personnes, ce qui cause la mort de trois supporters du Flamengo. Par mesure de sécurité, le Maracanã n'est plus autorisé à accueillir autant de spectateur que les 122 000 payants de ce jour-là.
En 1993, entraîné par Carlos Alberto Torres, le Botafogo conquiert le premier titre international officiel de son histoire. Malgré une équipe faible techniquement, qui termine en 31e position du championnat du Brésil, les alvinegro dominent l'équipe uruguayenne de Peñarol en finale de la Copa Conmebol (aujourd'hui représentée par la Copa Sudamericana), après une séance de penalties. L'année suivante, qualifié pour la Recopa Sudamericana contre le vainqueur de la Copa Libertadores de 1993, le Botafogo perd contre le São Paulo FC, lors d'un match disputé au Japon, sur le score de 3 buts à 1. Cette même année 1994 marque le retour du club à son siège historique de General Severiano sous la présidence de Carlos Augusto Montenegro.
En 1995, le Botafogo gagne son unique titre de champion du Brésil depuis que la compétition est organisée par la CBF, c'est-à-dire 1971. L'équipe comprend alors la star Túlio Maravilha, Gonçalves, Donizete, Sérgio Manoel, Wilson Gottardo, Wágner, entre autres, et est entraînée par Paulo Autuori. Elle bat Santos lors d'une finale en deux matches aller et retour. Cette année-là, grâce notamment au charisme de Túlio, meilleur buteur des championnats national et de l'État en 1994 et 1995, le nombre des supporters de l'équipe s'accroit considérablement.
L'année suivante, le club conquiert la coupe Cidade Maravilhosa ainsi que, lors d'une tournée internationale, le Trophée Teresa-Herrera, en Espagne, la coupe Nippon Ham, à Osaka au Japon et le tournoi présidentiel de Russie, après avoir battu la Juventus, le Deportivo La Corogne et l'AJ Auxerre. En Copa Libertadores, l'équipe est éliminée en 8e de finale par le Grêmio Porto Alegre.
En 1997, le Botafogo gagne le championnat de l'État de Rio, encore une fois contre le Vasco, sur un but de Dimba dans une finale gagnée par 1 but à 0. L'année suivante, le club remporte le tournoi Rio-São Paulo pour la quatrième fois, ce qui constitue un record parmi les clubs de la ville de Rio de Janeiro, grâce à une victoire sur le São Paulo FC. 
La finale de Copa do Brasil, disputée contre Juventude en 1999 est marquée par la présence de 101 581 spectateurs payants dans les tribunes pour voir l'équipe de Bebeto. Le match retour constitue à ce jour le dernier match opposant un club carioca à un club d'une autre ville à avoir réuni plus de 100 000 spectateurs dans le Maracanã. 
À la fin du siècle, le club est inclus par la FIFA dans la liste des principaux clubs du XXe siècle, au 12e rang (le 3e parmi les clubs brésiliens),.

### Crise et seconde division
Depuis les débuts des années 2000, le Botafogo flirte avec la relégation dans le championnat national. Des campagnes désastreuses sont réalisées en 1999, quand le club échappe à la relégation grâce à des points acquis au tribunal dans le cadre de l' « affaire Sandro Hiroshi », en 2000, en 2001 et, surtout, en 2002 quand le club est relégué en 2e division. Un effectif faible, des retards de salaire, une mauvaise gestion administrative, une baisse de la fréquentation des stades et le début du mouvement de répression de certains groupes de supporters sont les marques de cette période noire dans l'histoire du club.
Dans le championnat carioca, le club ne participe que rarement aux demi-finales de la Taça Guanabara et de la Taça Rio au début des années 2000. L'équipe est fréquemment éliminée en première phase par l'Americano de Campos, ce qui suscite chez cette équipe la volonté de devenir la 5e grande équipe de l'État de Rio de Janeiro.
Pour le championnat du Brésil de 2002, le club voit partir de nombreux joueurs avant le début de la compétition. L'équipe, menée les années précédentes par Rodrigo, Dodô, Alexandre, entre autres, a comme principaux joueurs les défenseurs Sandro et Odvan, le gardien Carlos Germano, le milieu Galeano et les attaquants Ademílson et Lúcio. Entrainée la majeure partie du championnat par Ivo Wortmann, l'équipe ne réussit pas à se renforcer et, sous la direction de Carlos Alberto Torres, qui assume la responsabilité de l'équipe pour les derniers matches de la compétition, perd contre le São Paulo FC par 1 but à 0, sur un but de Dill, au stade Caio Martins et est reléguée en série B.
À la fin de cette même année se termine le mandat de président de Mauro Ney Palmeiro. Son remplaçant est Bebeto de Freitas, ancien joueur et entraineur de volley, qui engage Levir Culpi comme technicien des « blanc et noir ». Le club est criblé de dettes, sans lieu d'entraînement, sans sponsor, avec un faible soutien populaire et des joueurs demandant à ne pas jouer pour le club à cause de retards dans le paiement des salaires. Le championnat carioca de 2003 est utilisé comme un « laboratoire » mais sans succès. Le club ne se qualifie pour aucune demi-finale, ni lors de la Taça Guanabara, ni lors de la Taça Rio.
Le Botafogo commence le championnat de série B par une défaite contre Vila Nova, à Goiás, par 2 buts à 1. Après un match nul contre le club d'Avaí, la première victoire vient lors de la 3e journée, à l'extérieur, contre le Clube de Regatas Brasil, par 3 buts à 0. Au long de la compétition, le club occupe de nombreuses fois la tête du championnat, ce qui lui vaut de la part des supporters des équipes rivales le surnom de « 25e position » (25° colocado en portugais), sachant que la série A est alors disputée par 24 équipes.
À la fin de la première phase, le club se qualifie, en seconde position, pour la deuxième phase du championnat, qu'il termine également en seconde position de son groupe, derrière le Marília Atlético Clube, se qualifiant pour le tournoi final à quatre, aux côtés du Sociedade Esportiva Palmeiras, du Marília Atlético Clube et du Sport Club do Recife. Lors de cette dernière phase, le club réussit à s'assurer la remontée lors de l'avant-dernière journée grâce à une victoire contre Marília par 3 buts à 1, dans le stade Caio Martins rénové. Le club finit en seconde position derrière Palmeiras, autre club relégué l'année précédente de la série A. L'équipe-type du Botafogo est composée de : Max, Jorginho Paulista (ou Rodrigo Fernandes), Sandro, Edgar et Daniel; Fernando, Túlio, Valdo et Camacho; Dill (ou Almir) et Leandrão. Les meilleurs buteurs de l'équipe sont Almir avec 12 buts et Leandrão avec 11 buts. Dill, celui-là même qui a entraîné la relégation en marquant le but du São Paulo Futebol Clube en 2002, marqua 8 buts.
Le président Bebeto de Freitas, pendant cette année 2003, restructure le club, paye une partie de ses dettes, maintient les salaires à jour et signe avec deux nouveaux sponsors : Finta, comme équipementier sportif, et la chaîne de restauration rapide Bob's, comme sponsor maillot et partenaire dans la construction des tribunes provisoires du stade Caio Martins. Le projet Botafogo no Coração est enfin lancé, afin de ramener des fonds au club et lui permettre de connaître ses supporters.

### Nouvelle réalité

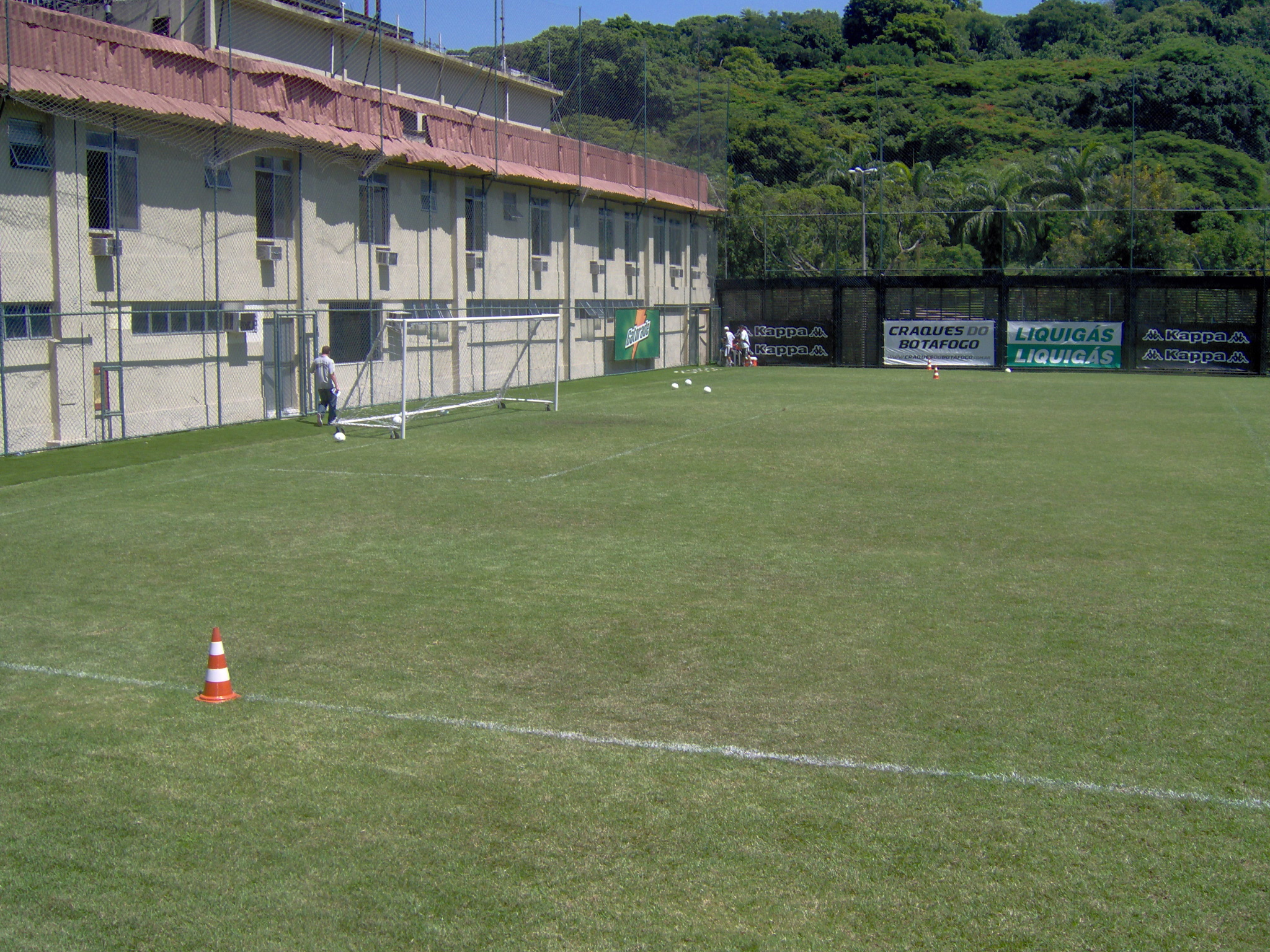
Le centre d'entraînement João Saldanha.

De retour parmi l'élite en 2004, année du centenaire de la fondation du club, l'équipe fait à nouveau une saison calamiteuse en championnat du Brésil et n'échappe à la relégation que lors de la dernière journée, grâce à un match nul arraché à Curitiba contre l'Atlético Paranaense et grâce à une combinaison de résultats favorables. 
Pour célébrer le centenaire du club, une série de commémorations sont mises en place, dont un match de gala contre le Grêmio Porto Alegre. Les deux équipes sont vêtues des tenues d'époque. Les joueurs sont cependant les joueurs des équipes réserves, les deux équipes participant au même moment au championnat national. Le match se termine sur une victoire du Botafogo par 4 buts à 1, au stade Caio Martins.
À partir de 2005, le Botafogo entre dans un processus de stabilisation. Administrativement, les salaires sont mis à jour, les contrats des joueurs sont prolongés pour protéger le club lors de futures négociations et divers contrats de parrainage sont annulés. Le club tente de se structurer petit à petit.
Au début de cette même année, l'équipe conquiert la 3e place dans le championnat de l'État de Rio, avec une 2e place en nombre de points marqués dans les premières phases. Dans le championnat national, l'équipe commence en trombe et occupe la première place du classement, ce qui ne lui est plus arrivé depuis son titre national de 1995, au bout de sept journées. Cependant, le technicien d'alors, Paulo César Gusmão entre en conflit avec la direction et présente sa démission. Le rendement de l'équipe baisse rapidement, le club perd la première place et change encore deux fois d'entraîneur. Le Botafogo se contente finalement de la 9e position et d'une place en Copa Sudamericana.

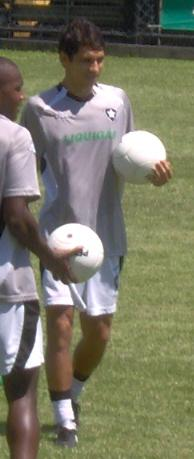
Lucio Flavio joueur du Botafogo.

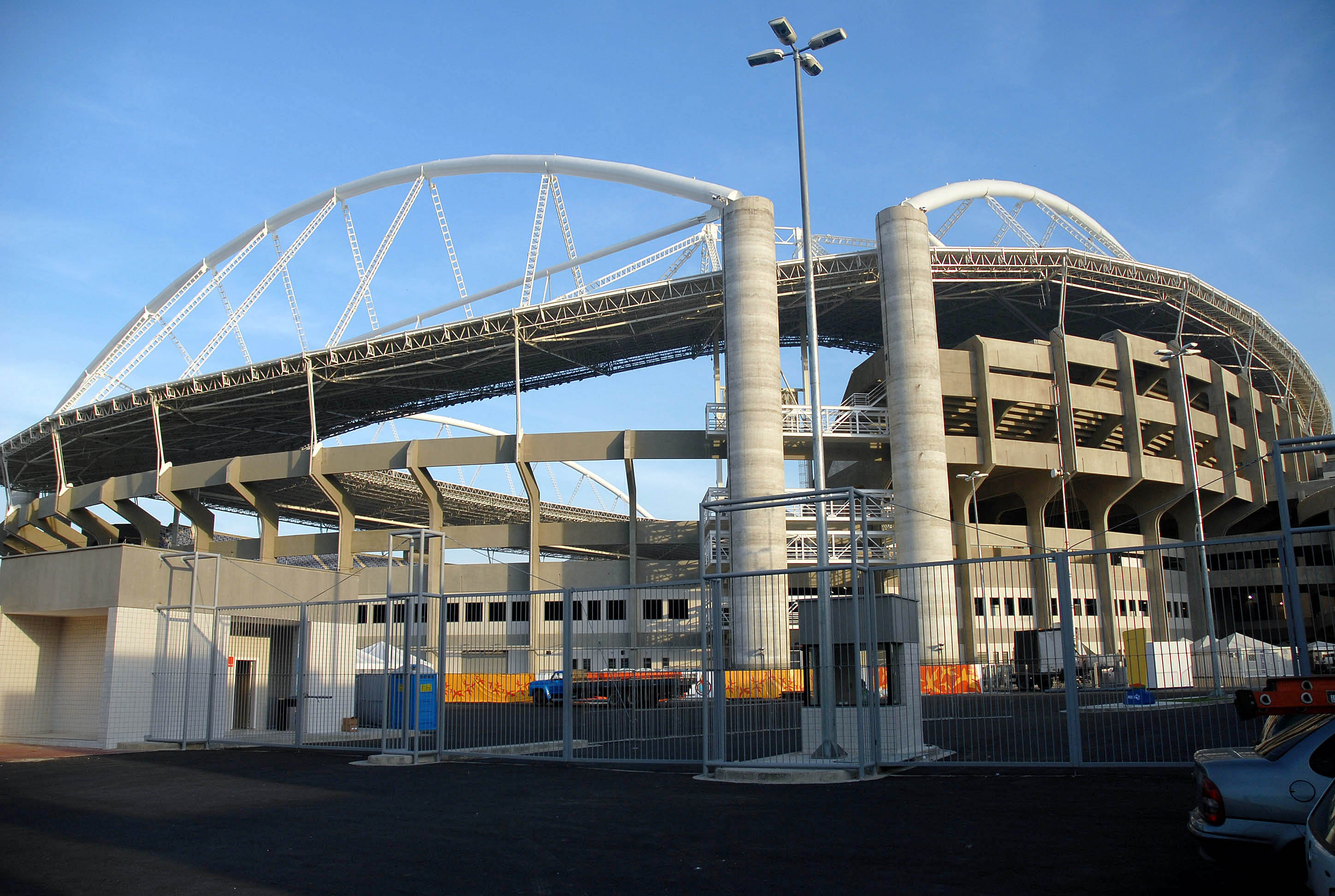
Vue extérieure du stade olympique du Botafogo.

En 2006, l'équipe conquiert finalement ses premiers titres du XXIe siècle. Elle remporte la Taça Guanabara (premier tour du championnat carioca) et finalement le championnat de l'État de Rio lors de la finale contre le Madureira Esporte Clube par deux victoires par 2 buts à 0 et 3 buts à 1. Les joueurs majeurs de l'équipe, dirigée par l'ex-joueur alvinegro Carlos Roberto, sont Dodô, meilleur buteur de la compétition avec 9 buts, Lúcio Flávio, Zé Roberto et le capitaine Scheidt.
Pour le championnat du Brésil 2006, l'équipe commence mal cette nouvelle campagne et l'entraîneur, Carlos Roberto, est remplacé par Cuca. Le nouveau technicien mène l'équipe, qui courait un risque de relégation, à une qualification pour la Copa Sulamericana de 2007. Lors de cette campagne, l'attaquant Marcelinho marque le 1000e but du club dans la compétition, le 13 août, lors d'un match disputé au Maracanã contre Palmeiras. Le Botafogo finit le championnat à la 12e place. Lors de la Copa Sulamericana de 2006, le club est éliminé en première phase par le Fluminense, aux penalties.
Lors de la Taça Guanabara 2007, l'équipe alvinegra est éliminée en première phase à cause d'une défaite lors de l'ultime journée contre le Boavista. Cependant, l'équipe se rattrape lors de la Taça Rio. Jouant un football moderne qui lui vaut le surnom de « carrousel blanc et noir »(carrossel alvinegro en portugais), le Botafogo, guidé par le meilleur buteur du championnat Dodô, Zé Roberto, Lúcio Flávio, Jorge Henrique et Túlio gagne la Taça Rio en battant en finale Cabofriense. Lors de la finale du championnat de l'État de Rio, elle est battue par le Flamengo au penalties, après un match nul par 2 buts partout.
L'échec en finale du championnat de l'État n'est pas le seul cette année-là. Le Botafogo est donné favori dans toutes les compétitions qu'il dispute mais n'en gagne aucune. Lors de la Copa do Brasil de 2007, l'équipe est éliminée en demi-finale par le Figueirense, après une défaite à Florianópolis, par 2 buts à 0 à l'aller, et une victoire 3 buts à 1 au retour au Maracanã dans un match marqué par une polémique concernant deux buts annulés du Botafogo. 
En championnat du Brésil 2007, l'équipe démarre bien en menant le championnat après 11 journée et terminant le premier tour à la seconde position, mais des problèmes internes entraînèrent une baisse de rendement et le club chute alors au classement. Au second tour, l'équipe reste inconstante et finit péniblement à la 9e position grâce à ses bons résultats lors des matches aller, obtenant pour la troisième année consécutive une place en Copa Sulamericana. 
En Copa Sulamericana 2007, le Botafogo est éliminé en 8e de finale par le club argentin de River Plate lors d'un match historique. Le club gagne le premier match à Rio de Janeiro, par 1 but à 0. Lors du match retour, au stade Monumental, le Botafogo mène par 2 fois au score mais finit par être rejoint et dépassé, malgré un avantage numérique à 11 joueurs contre 10, et est finalement éliminé sur un score de 4 buts à 2. Cette défaite entraîne la démission de Cuca, l'entraîneur, remplacé par Mário Sérgio. Cependant, neuf jours plus tard, Cuca reprend les rênes du club après l'échec de son successeur.
Malgré quelques déceptions sportives, l'année 2007 reste marquée par quelques innovations de la part du club. Il présente un projet de détection de nouveaux joueurs à partir d'inscriptions sur internet, appelé Craques do Botafogo. Le Botafogo gagne également le droit de gérer le stade olympique João Havelange, où il dispute ses rencontres depuis le mois de septembre, pour une durée de 20 ans, en partenariat avec l'entreprise portugaise TBZ.